# Sychnomerus
Sychnomerus – rodzaj chrząszczy z rodziny kózkowatych.

## Zasięg występowania
Przedstawiciele tego rodzaju występują w płn. części Ameryce Środkowej oraz w Meksyku.

## Systematyka
Do Sychnomerus zaliczane są 2 gatunki:
- Sychnomerus barbiger
- Sychnomerus hirticornis.